# Karłówka płowolica
Karłówka płowolica (Micropsitta pusio) – gatunek małego ptaka z podrodziny papug wschodnich (Psittaculinae) w rodzinie papug wschodnich (Psittaculidae). Ptak ten zamieszkuje Nową Gwineę i Archipelag Bismarcka, według IUCN nie jest zagrożony wyginięciem.

## Zasięg występowania
Karłówka płowolica występuje w zależności od podgatunku:
- M. pusio beccarii – płn. Nowa Gwinea od zach. Zatoki Cenderawasih na wsch. do zatoki Huon i wysp Manam, Karkar, Bagabag, Tolokiwa, Sakar i Umboi.
- M. pusio pusio – wsch. Nowa Gwinea i Archipelag Bismarcka (Nowa Brytania, Lolobau, Watom i Duke of York).
- M. pusio harterti – Fergusson (Wyspy d’Entrecasteaux).
- M. pusio stresemanni – Misima i Tagula (Luizjady).

## Taksonomia
Gatunek po raz pierwszy opisał w 1866 roku angielski ornitolog Philip Lutley Sclater, nadając mu nazwę Nasiterna pusio. Jako miejsce typowe odłowu holotypu Sclater wskazał błędnie Wyspy Salomona, prawidłową lokalizacją były Wyspy Księcia Yorku. Podstawowe dane taksonomiczne podgatunków (oprócz podgatunku nominatywnego) przedstawia poniższa tabelka:
| Podgatunek        | Autor i rok opisu | Miejsce typowe                                        |
| ----------------- | ----------------- | ----------------------------------------------------- |
| M. p. beccarii    | Salvadori, 1876   | Wairoro (lub Wairor), na wsch. wybrzeżu Ptasiej Głowy |
| M. p. harterti    | Mayr, 1940        | Fergusson (Wyspy d’Entrecasteaux)                     |
| M. p. stresemanni | Hartert, 1926     | Mount Riu, Sudest (= Tagula)                          |

M. pusio tworzy grupę gatunków wraz z M. keiensis i M. geelvinkiana. Wszystkie podgatunki są do siebie bardzo podobne i ich ważność jest kwestionowana. Wstępnie rozpoznano cztery podgatunki.

### Etymologia
- Micropsitta: gr. μικρος mikros „mały”; nowołac. psitta „papuga”, od gr. ψιττακη psittakē „papuga”[14].
- pusio: łac. pusio, pusionis „mały chłopiec”, od pusus „malutki chłopiec”, od puer „chłopiec”[15].
- beccarii: dr Odoardo Beccari (1843–1920), włoski botanik, podróżnik, kolekcjoner z Indii Wschodnich i Nowej Gwinei[16].
- harterti: Ernst Johann Otto Hartert (1859–1933), niemiecki ornitolog, kolekcjoner, kustosz Muzeum Zoologicznego Waltera Rothschilda w Tring[17].
- stresemanni: prof. Erwin Friedrich Theodor Stresemann (1889–1972), niemiecki ornitolog, podróżnik, kolekcjoner[18].
- pusilla: łac. pusillus „bardzo mały”, do zdrobnienia pusus „mały chłopiec”, od puer „chłopiec”[19].
- salvadorii: Adelardo Tommaso Conte Salvadori Paleotti (1835–1923), włoski doktor, brał udział w drugiej wyprawie Garibaldiego na Sycylię w 1860 roku, ornitolog w Museo Regionale di Scienze Naturali di Torino w latach 1863–1923[20].
- rothschildi: baron Lionel Walter Rothschild (1868–1937), angielski ornitolog[21].

## Morfologia
Długość ciała około 8 cm; masa ciała 10–15 g. Upierzenie generalnie  koloru zielonego, nieco bardziej żółtawe na spodzie ciała. Czoło, pokrywy uszne, skroń i gardło płowo-brunatnożółte, czasem z żółtawym paskiem nad brwią; centralna część ciemienia do karku koloru modrego. Tył ciała i skrzydła koloru zielonego, z czarnymi łatami na środkowej części pokryw skrzydłowych; pokrywy podogonowe żółte. Ogon w centralnej części niebieski, czarny na bokach z małymi, żółtymi plamami na końcach. U samicy twarz i ciemię bledsze. U młodych ptaków ciemię jest koloru zielonego. U podgatunku harterti spód ciała jest bardziej zielony zaś gardło rozmyto niebieskie; podgatunek stresemanni podobny do harterti, ale spód ciała bardziej żółtawy; podgatunek beccarii ciemniejszy, z matowo brązową twarzą.

## Ekologia

### Środowisko i pożywienie
Karłówka płowolica zamieszkuje nizinne i zalewowe lasy galeriowe, wysokie lasy przyrostu wtórnego i drzewa na polanach, czasami spotykana na gęstej sawannie do 800 m n.p.m., choć najczęściej nie przekracza 400 m n.p.m.
Żywią się porostami, grzybami rosnącymi na korze i prawdopodobnie termitami; w żołądkach schwytanych ptaków znaleziono szczątki owadów, małe czarne nasiona, żółty miąższ owoców i kwiaty.

### Lęgi
Okres lęgowy przypada na okres wrzesień–maj. Gniazdo budowano jest w otworze nadrzewnych termitier, w jednym przypadku gniazdo znajdowało się w termitierze gatunku Microcerotermes biroi około 2 m nad ziemią w pniu małego drzewa w lesie wtórnym. W zniesieniu 2–3 jaja, o rozmiarze 16,2 × 14,3 mm (n = 1) i masie 1,67 g.

## Status zagrożenia i ochrona
W Czerwonej księdze gatunków zagrożonych Międzynarodowej Unii Ochrony Przyrody został zaliczony do kategorii LC (ang. Least Concern – najmniejszej troski). Globalna wielkość populacji nie jest znana, ale gatunek ten ocenia się na bardzo rzadki i występujący lokalnie. U podnóża Gór Owena Stanleya, w płd.-wsch. Papui-Nowej Gwinei, gęstość szacuje się na 20 ptaków na km². Liczebność tego ptaka może być zaniżona z powodu skrytego trybu życia, np. w pobliżu Port Moresby gatunek ten jest rzadko obserwowany, jednak śpiewy tej papugi sugerują, że jest najliczniejszą papugą na tym obszarze. Populacja wydaje się być stabilna ze względu na brak dowodów na jakiekolwiek spadki liczebności lub inne istotne zagrożenia.